# 稲口橋
稲口橋（いなぐちばし）は、岐阜県関市の津保川にかかる市道の橋である。
正式には関市の市道1-40-22号線の橋である。この市道は国道248号関バイパスと接続し、関市中心部と東海北陸自動車道関ICを結ぶ役割がある。

## 概要
- 供用開始：1971年（昭和46年）11月
- 延長：147.4m
- 幅員：9.5m
  - 車道6.5m 歩道1.5m×2
- 所在地：岐阜県関市西欠ノ下 - 関市稲口